# Саммерс, Хоуп
Са́ра Хо́уп Са́ммерс (англ. Sarah Hope Summers; 7 июля 1896, Маттун, Иллинойс, США — 22 июня 1979, Вудленд-Хиллз, Калифорния, США) — американская актриса.

## Биография
Сара Хоуп Саммерс родилась 7 июля 1896 года в Маттуне (штат Иллинойс, США) в семье политика Джона В. Саммерса (1870—1937) и его жены Дженни Б. Бёркс. У Хоуп было два брата-бизнесмена.

## Карьера
В 1950—1978 года Сара сыграла в 101 фильме и телесериале, она была наиболее известна по ролям в таких фильмах и телесериалах как: «Пожнёшь бурю» (1960, роль справедливой горожанки миссис Кребс), «Шоу Энди Гриффита» (1961—1968, роль Берты Эдвардс/Клары Джонсон/мисс Бедло), «Детский час» (1961, роль горничной Тилфорда Агаты) и «Ребёнок Розмари» (1968, роль миссис Гилмор).

## Смерть
83-летняя Хоуп скончалась 22 июня 1979 года от сердечной недостаточности в Вудленд-Хиллзе (штат Калифорния, США). Саммерс была похоронена в «Mountain View Cemetery», что в Уолла-Уолле (Вашингтон).

## Избранная фильмография
| Год       |   | Русское название  | Оригинальное название  | Роль                                   |
| --------- | - | ----------------- | ---------------------- | -------------------------------------- |
| 1960      | ф | Пожнёшь бурю      | Inherit the Wind       | справедливая горожанка миссис Кребс    |
| 1961—1968 | с | Шоу Энди Гриффита | The Andy Griffith Show | Берта Эдвардс/Клара Джонсон/мисс Бедло |
| 1961      | ф | Детский час       | The Children's Hour    | горничная Тилфорда Агата               |
| 1968      | ф | Ребёнок Розмари   | Rosemary's Baby        | миссис Гилмор                          |